# Font del Governador Aparicio
Font del Governador Aparicio és una obra de Lleida protegida com a bé cultural d'interès local.

## Descripció
Font recolzada contra un mur amb disposició frontal sobre l'eix del carrer, vista des del carrer Major, amb una clara ubicació barroca. Una gàrgola escup l'aigua a un rebals sobre la pila inferior. Una motllura al pla de darrere emmarca tots els elements. Com a remat hi ha un escut de la ciutat realitzat en relleu de pedra.

## Història
Substitueix l'antiga font de la Costa del Jan en aquest mateix indret.